# Telminostelma roulinioides
Telminostelma roulinioides là một loài thực vật có hoa trong họ La bố ma. Loài này được E. Fourn. miêu tả khoa học đầu tiên năm 1885.